# I Can’t Control Myself
I Can’t Control Myself (englisch für „Ich kann mich nicht kontrollieren“) ist ein Lied der britischen Rockband The Troggs aus dem Jahr 1966.

## Entstehung und Veröffentlichung
Das Lied wurde von Troggs-Mitglied Reg Presley geschrieben beziehungsweise komponiert. Für die Produktion zeichnete Troggs-Manager Larry Page verantwortlich.
Die Erstveröffentlichung I Can’t Control Myself erfolgte als Single am 24. September 1966 bei der Hansa Musik Produktion. Diese erschien als 7″-Single mit der B-Seite Gonna Make You (Katalognummer: Katalognummer: 19 080). Im April 1968 erschien das Lied als Teil des dritten Troggs Studioalbums Love Is All Around (Katalognummer: Fontana SRF 67576).

## Chartplatzierungen
| ChartsChartplatzierungen       | Höchstplatzierung | Wochen/ Monate |
| ------------------------------ | ----------------- | -------------- |
| Deutschland (GfK)              | 2 (3 Mt.)         | 3 Mt.          |
| Österreich (Ö3)                | 3 (3 Mt.)         | 3 Mt.          |
| Vereinigtes Königreich (OCC)   | 2 (13 Wo.)        | 13 Wo.         |
| Vereinigte Staaten (Billboard) | 43 (6 Wo.)        | 6 Wo.          |

## Coverversionen
- 1988: Joan Jett & The Blackhearts (Album: Glorious Results of a Misspent Youth)[6]
- 1993: Ramones (Album: Acid Eaters)[7]